# توني ويلسون (ملاكم)
توني ويلسون (بالإنجليزية: Tony Wilson)‏ مواليد 25 أبريل 1964 في ولفرهامبتن، هو ملاكم محترف بريطاني سابق صنّف ضمن فئة وزن خفيف الثقيل. سبق أن شارك في دورة الألعاب الأولمبية الصيفية سنة 1984.

## إحصائيات
خاض خلال مسيرته 29 نزالا، فاز في 20 وتعادل في 1 وخسر في 8. فاز بالضربة القاضية في 16 نزالا.

## روابط خارجية
- توني ويلسون على موقع بوكس ريك (الإنجليزية) (registration required)
- توني ويلسون على موقع أوليمبيديا (الإنجليزية)